# Plagiostachys albiflora
Plagiostachys albiflora är en enhjärtbladig växtart som beskrevs av Henry Nicholas Ridley. Plagiostachys albiflora ingår i släktet Plagiostachys och familjen Zingiberaceae. Inga underarter finns listade i Catalogue of Life.